# Nemognatha nitidula
Nemognatha nitidula är en skalbaggsart som beskrevs av Enns 1956. Nemognatha nitidula ingår i släktet Nemognatha och familjen oljebaggar. Inga underarter finns listade i Catalogue of Life.